# Савинский поселковый совет
Савинский поселковый совет — входит в состав Балаклейского района Харьковской области Украины.
Административный центр поселкового совета находится в пгт Савинцы.

## История
- 1959 — дата образования.

## Населённые пункты совета
- пгт Савинцы
- село Довгалевка
- поселок Раковка